# When You Wish Upon a Weinstein
Cuando pides un Weinstein (España) y Pide un deseo con la estrella de David (Hispanoamérica) es el vigesimosegundo y último episodio de la tercera temporada de la serie Padre de familia además de ser el último en emitirse antes de la cancelación de la serie. En un principio se debía emitir en el año 2000 pero debido al tema que trataba se retrasó su estreno hasta el 9 de noviembre de 2003 emitido por vez primera en Adult Swim. Más tarde se emitiría en FOX el 10 de diciembre de 2004. En la región 1 se incluyó en el DVD de la tercera temporada mientras que en las regiones 2 y 4 se incluyó como extra en la segunda temporada del DVD.
El título del episodio deriva de la canción When You Wish Upon a Star canción de Disney para la película Pinocho. El episodio fue el último en utilizar animación tradicional. El próximo episodio en emitirse empezaría a recurrir mediante animación por ordenador.
El episodio está escrito por Ricky Blitt y dirigido por Dan Povenmire.

## Argumento
Peter recibe la visita de un timador que se presenta como vendedor de seguros antivolcanes, tras mantener una conversación sobre el tema Peter acaba accediendo y para pagarle le da los ahorros que Lois tenía en un jarro para emergencias. Esa misma noche, Stewie le rompe las gafas a Meg por mirarle mientras dormía, en consecuencia, Meg ve borrosa sin las gafas y necesita otras. Lois le cuenta a Peter que necesita dinero para comprarle a Meg unas nuevas gafas pero se enfurece con su marido al que tacha de irresponsable por haberse gastado el dinero de los ahorros en un estúpido seguro antivolcanes.
La misma noche de la bronca, Peter va al bar con Quagmire y Cleveland quienes le cuentan que unos amigos suyos contables les han conseguido gran ayuda financiera, al oír que los contables son judíos, Peter piensa que necesita un judío que le ayude con sus problemas económicos, al llegar a casa descubre a Lois pidiendo dinero a su madre, la cual reprocha a su hija el haberse casado con un torpe, tras oír sus palabras Peter se siente culpable y reza para que la situación se arregle pronto. Al día siguiente, recibe la visita de un hombre llamado Max Weinstein al que se le ha averiado el coche en su entrada, Peter lo ve como una señal, después de una persecución cuando Peter trataba de cogerlo le pide un favor, que le ayude a recuperar el dinero que había perdido y que finalmente recupera pagando así las gafas de su hija además de unas cuantas facturas lo que deja a Lois maravillada.
Como agradecimiento es invitado a comer con su familia, Max se ofrece a llevarlos a la sinagoga, pero al entrar en el templo salta la señal de alarma en una congregación de monjas, un fiel católico ha entrado en una sinagoga y se ponen en su búsqueda. Tras despedirse de Max, Peter cree saber cual es la manera de que Chris tenga éxito en la vida, convertirlo al judaísmo, Lois se opone tajantemente, sin que ella se entere intenta convertir a su hijo lo más rápido posible, finalmente decide llevárselo a Las Vegas donde los Bar Mitzvah se realizan en poco menos de 15 minutos. Por otra parte, Lois empieza a preocuparse por el hecho de que tanto Peter como Chris tarden en llegar a casa, la mujer descubre que Brian le oculta una cosa cuando a este se le escapa una sonrisa tonta, finalmente le confiesa que se han ido a Las Vegas, tras pedirle el coche a Quagmire, Lois se pone en marcha y llega hasta la "sinagoga" donde desde la puerta puede ver a su hijo recitando el Torá, tras interrumpir la ceremonia, tacha el Mitzvah que están realizando de "parodia" y que su hijo se está convirtiendo al judaísmo por razones equivocadas. Los allí presentes se enfurecen con Lois, quien presuntamente acaba de insultar su religión, finalmente los tres huyen de la multitud tras meterse en un autobús. Peter le confiesa a Lois que tan solo quería convertir a su hijo al judaísmo para que fuera alguien listo y así su madre no tuviera que lamentarse por haberse casado con un "chimpancé" tal como su suegra le había llamado, Lois le dice que la religión no asegura el éxito de nadie pero aun así cree que Chris tendrá éxito porque cree en él al igual que en Peter. De pronto, Peter, Lois y Chris ven que el autobús está lleno de monjas cabreadas, las cuales proceden a pegarles con reglas porque Peter había entrado en una sinagoga.

## Recepción
Algunos ejecutivos de la cadena se consternaron porque el episodio pudiese ser considerado antisemita y decidieron no emitir el episodio después de que finalizara la postproducción. Se emitió en Cartoon Network antes de su emisión en FOX, siendo este episodio el primero en emitirse en otra cadena.
En el comentario de audio para el DVD, Seth MacFarlane declara que le enseñaron el guion del episodio a dos rabinos quienes dieron su visto bueno al episodio "porque Peter aprende finalmente la lección correcta." MacFarlane también remarca que tanto el guionista del episodio, Ricky Blitt como Ben Stein, -actor que presta su voz al rabino- son judíos.

### Controversia
El 3 de octubre de 2007, la Bourne Company, propietaria del copyright de la canción When You Wish upon a Star, presentó una demanda contra FOX, Cartoon Network, Fuzzy Door, al productor Seth MacFarlane y el compositor Walter Murphy por infringir el copyright con la canción I Need a Jew, pidieron daños y perjuicios a la distribución del programa. El pleito indica que se dañó la imagen de la canción debido a las letras ofensivas de la versión.
El 16 de marzo de 2009, la jueza del distrito, Deborah Batts fallaron sentencia al indicar que los creadores de Padre de familia no infringieron en ningún caso el copyright. El episodio desde entonces se ha emitido en Adult Swim, TBS y otras cadenas de televisión.